# Mister Rogers' Neighborhood
Mister Rogers' Neighborhood (El vecindario del Señor Rogers o Mister Rogers) fue una serie infantil educativa estadounidense creada y presentada por Fred Rogers. La produjo WQED, una emisora de Pittsburgh, Pensilvania, EE. UU., junto con la productora propia de Fred Rogers, Family Communications, Inc. Es la serie más duradera de la PBS (Plaza Sésamo empezó un año y medio después).
La serie empezó en 1962 con el título Mister Rogers como un programa de 15 minutos emitido por la CBC.
La primera emisión de Mister Rogers' Neighborhood tuvo lugar el 19 de febrero de 1968, en la cadena National Educational Television. Cuando esto dejó de emitir en 1970, la serie se trasladó a PBS. Allí, el programa adoptó el título Mr. Rogers' Neighborhood en 1971. La primera serie de capítulos se produjeron y se emitieron entre 1968 y 1976, y la segunda, entre 1979 y 2001.
Mister Rogers' Neighboorhood se caracteriza por su tranquila simplicidad y ternura. Los capítulos no contaban con un argumento, sino que constaban de: el Señor Rogers dirigiéndose al público, tratando distintos temas; dando visitas guiadas de fábricas; demostrando experimentos, artesanía, y música; y relacionándose con sus amigos. Cada episodio también tenía un segmento dedicado a los sucesos en el Neighborhood of Make-Believe (el Barrio de Imaginación).
Al principio de cada capítulo, Fred Rogers entra en la casa montada para el programa, cantando "Won't You Be My Neighbor?" ("¿Quieres ser mi vecino?"). Tiende su abrigo en el armario, se pone una chaqueta de punto con cremallera, y cambia sus zapatos de vestir por unas zapatillas. Actualmente, una de sus chaquetas está colgada en el Instituto Smithsoniano, dando testimonio a la importancia cultural de su simple rutina diaria.
A partir de 1979, los capítulos se agrupaban en series que duraban una semana, cada una de ellas centrada en un tema en particular. Los monólogos que hacía Rogers a lo largo de la semana abordaban distintos facetas del tema, y las entretejidas historias del Neighborhood of Make-Believe servían de ilustración.
Rogers abarcó una amplia gama de temas a lo largo de los años, y la serie no saltó los temas que otras programas infantiles no se atrevieron tratar. Es más, Rogers atrajo a muchos cuando trató de la muerte de su pez de colores el 23 de marzo de 1970. La serie también versó sobre la competencia, el divorcio y la guerra. Rogers volvió al tema de la ira con regularidad, y se centró en manejando sentimientos de enojo tranquilamente.
El Señor Rogers siempre distinguió entre el mundo realista de su barrio ficticio y el mundo imaginario de Make-Believe. Hablaba de lo que iba a pasar en Make-Believe antes de que mostrasen el segmento, así como, "Imaginemos que el príncipe Martes ha tenido pesadillas últimamente..."), y a veces hacía escenas de Make-Believe con muñecos en la mesa antes de que la cámara pasase al mundo del guiñol. El tranvía en pequeño y el tema musical asociado, era el único elemento que aparecía tanto en el mundo ficticio realista y Make-Believe: sirvió para transportar el público de un reino al otro. No obstante, los personajes de Make-Believe se referían a Rogers de vez en cuando, sobre todo Mr. McFeeley, el cartero del mundo real, quien apareció a veces en los segmentos de Make-Believe y sirvió de vínculo entre los dos mundos.
Esta distinción entre realidad y fantasía fue un contraste muy marcado respecto a otros series infantiles, tal como Plaza Sésamo, también de PBS, que mezclaba elementos realistas y fantásticos libremente.
El uso de música inspirada en el jazz, arreglada y tocada por el amigo de Rogers, Johnny Costa, hasta su muerte en 1996, cuando le sucedió Michael Moricz para lo que quedaba de la serie. La música era sui generis en su simplicidad y el fue que encajaba bien con los sketch de la serie. Solían tocarla a la vez que rodaban. Las letras y melodías las escribió y cantó Rogers, quien creó más de 200 canciones originales.
El último episodio se emitió el 31 de agosto de 2001.
- Datos: Q3234484